# Sandra Rocha
Pour les articles homonymes, voir Rocha (homonymie).
Sandra Rocha, née le 24 mai 1974 aux Açores, est une photographe portugaise. Elle vit à Paris.

## Biographie
Sandra Rocha étudie la biologie à l'Université des Açores. Elle se forme ensuite au photojournalisme à l'Ar.Co - Centre d'Art & Communication visuelle (pt), à Lisbonne. En 2003, elle fonde Kameraphoto, un collectif de photographes, au Portugal. En 2008, elle intègre le programme Création et Créativité à la Fondation Calouste Gulbenkian. En 2010, elle commence le projet Waterline, sur l’immigration clandestine en Europe. En 2013, elle s'installe à Paris. En 2016, elle publie Le silence des sirènes. En 2021, elle s'inspire des Métamorphoses d’Ovide pour sa série Le moindre souffle qu'elle présente au Centre photographique d’Île-de-France. En 2022, elle anime le   programme de mentorat  de Pernod Ricard, qui est présenté aux Rencontres d'Arles.

## Publications
- Le silence des sirènes, Paris, Loco, 2016, 62 p. (ISBN 978-2-919507-55-9)
- La vie immédiate, Paris, Editions Loco, 2017, 150 p. (ISBN 978-2-919507-72-6)
- Reines d'un jour : Radioscopie de la France : regards sur un pays traversé par la crise sanitaire, Paris, Marco Rocha, 2022

## Expositions
- C’est assez métaphysique que ne de penser à rien, Musée Fernando Pessoa, Lisbonne, 2009
- Caucase, Souvenirs de Voyage, Musée de l'Image, Braga, 2012
- Waterline, MAS-Musée d'art moderne et contemporaine de Santander, 2013
- Dérives des Baigneuses, Festival Portrait(s), Vichy, 2017
- La chaleur du corps, Galerie Fonseca Macedo Art Contemporaine, Açores, 2017
- Le moindre souffle, CPIF, Pontault-Combault, 2021[5]
- Alta Pressão,  Ateliers des Capucins, Brest, 2022
- Da calma fez-se o Vento, MAAT, Musée d'art, architecture et Technologie, Lisbonne, 2023

## Prix et distinctions
- Grand prix national portugais de photojournalisme, Visão/Bes, 2010[6]